# Antelope (Oregón)
Antelope es una ciudad ubicada en el condado de Wasco en el estado estadounidense de Oregón. En el año 2000 tenía una población de 59 habitantes y una densidad poblacional de 44.7 personas por km².

## Geografía
Antelope se encuentra ubicada en las coordenadas 44°54′39″N 120°43′22″O / 44.91083, -120.72278.

## Demografía
Según la Oficina del Censo en 2000 los ingresos medios por hogar en la localidad eran de $40,208 y los ingresos medios por familia eran $37,500. Los hombres tenían unos ingresos medios de $30 000 frente a los $30,417 para las mujeres. La renta per cápita para la localidad era de $17,444. Alrededor del 22.2% de la población estaban por debajo del umbral de pobreza.

## Localidades adyacentes
Diagrama de las localidades a un radio de 16 km a la redonda de Long Neck. 